# Margaritasita
Margaritasita  é um mineral amarelo, de césio do grupo da carnotita. Sua formula química é:  (Cs,K,H3O)2(UO2)2V2O8.H2O de estrutura cristalina monoclínica.
Foi descoberto pela primeira vez em 1982 em depósitos de urânio (Margaritas) no distrito de Pena Blanca, Chihuahua, México.